# Léonce Bénédite
 (décembre 2017).
Pour les articles homonymes, voir Bénédite.
Léonce Bénédite, né à Nîmes le 14 janvier 1859 et mort à Paris en 12 mai 1925, est un historien de l'art et conservateur de musée français.
Directeur du musée du Luxembourg à Paris, il devient ensuite le premier conservateur du musée Rodin. Il est le frère aîné de l'égyptologue Georges Bénédite.

## Biographie
Historien de l'art, Léonce Bénédite connaît un tournant dans sa carrière quand il assure l'intérim d'Étienne Arago à la tête du musée du Luxembourg à Paris, à partir de 1892. Confirmé dans ses fonctions en 1895, il ne cesse de déplorer le manque de moyens affectés aux collections nationales d'art contemporain dont il a la charge.
Malgré un budget qui n'atteindra jamais celui de ses homologues européens, le musée du Luxembourg connaît sous la direction de Bénédite un développement de ses collections, notamment par l'acceptation partielle du legs de Gustave Caillebotte (appelée affaire Caillebotte), constitué d'œuvres impressionnistes, pour lequel il fait construire une annexe « provisoire » parallèle à l'extension déjà ajoutée à l'orangerie du Luxembourg en 1886.
On[Qui ?] lui reproche parfois ses goûts conservateurs en matière de nouvelles acquisitions, alors qu'il n'en critique pas moins le conservatisme des hauts fonctionnaires des ministères de tutelle, que ce soit aux Beaux-arts ou aux Travaux publics. En effet, le musée du Luxembourg, depuis son transfert à l'orangerie du Luxembourg en 1886, souffre d'une absence de réserves, de l'inexistence de services pour le public et d'une insuffisance des espaces d'exposition : Bénédite proposera pendant plus de vingt-cinq ans des projets de reconstruction du musée, d'agrandissement de l'orangerie et de transfert des collections, sans jamais parvenir à dépasser le stade du décret non appliqué. Pour parvenir à ses fins, il n'hésita pas à faire appel au mécénat américain, éventualité catégoriquement refusée par les Chambres, dans un contexte d'« exil » des chefs-d'œuvre aux États-Unis.
Connu pour son attachement à Auguste Rodin, Bénédite devient, parallèlement à son rôle au musée du Luxembourg, le premier conservateur du musée Rodin, créé dans l'hôtel Biron, légué par l'artiste à l'État. Il est également reconnu pour avoir donné ses lettres de noblesse à la peinture orientaliste promue par la création du prix Abd-el-Tif et du musée des beaux-arts d'Alger.
En octobre 1892, il lance avec Jean Alboize et Henri Patrice Dillon, une publication trimestrielle, L'Album des peintres-lithographes, en lien avec la Société des artistes lithographes français.
Bénédite organisa et supervisa l'entreposage au Musée Rodin d'environ 400 œuvres de la collection personnelle (tableaux, dont de nombreux impressionnistes, et sculptures d'Auguste Rodin) de l'industriel japonais Matsukata Kōjirō (président du groupe Kawasaki). Cette collection fut conservée en France jusqu'après la Seconde Guerre mondiale puis fut ensuite transmise en 1959 par le gouvernement français au Japon pour servir de socle, comme souhaité par Matsukata Kōjirō, aux collections du nouveau Musée national de l'Art occidental créé dans le grand Parc d'Ueno à Tokyo sur une conception architecturale de Le Corbusier,.
Outre ses activités d'historien d'art, de membre de la Commission des acquisitions des Musées nationaux, ou de président de la Société des peintres orientalistes français et de la Société des peintres-lithographes, Bénédite organisa aussi un certain nombre d'expositions qui firent date dans l'histoire de l'art. De son rôle de conservateur de musée, il fut l'un des premiers à esquisser les prémices d'une théorie de la muséographie de l'art contemporain.
Ses archives sont actuellement conservées à la bibliothèque de l'Institut national d'histoire de l'art à Paris, après l'avoir été à la Bibliothèque centrale des musées nationaux.

### L'affaire Caillebotte
Gustave Caillebotte meurt le 21 février 1894 et lègue sa collection d’art contemporain d'environ 70 œuvres impressionnistes (Millet, Cézanne, Degas, Manet, Monet, Renoir, Sisley  mais également des artistes réalistes et cubistes) à l'État en stipulant « que les tableaux n'aillent ni dans un grenier ni dans un musée de province, mais bien au Luxembourg et plus tard au Louvre ».
A la fin du XIXe siècle, le musée du Luxembourg n'est pas représentatif de l'art en train de se faire. Les collections étant constituées d'œuvres achetées par l’État au Salon, elles témoignent du goût officiel c'est-à-dire des peintures d'histoire, des portraits, des paysages classiques selon une hiérarchie des genres bien établie. Le musée est alors essentiellement consacré à la peinture française et le manque de place impose un accrochage dense et monotone. Très rapidement Léonce Bénédite s'intéresse aux problèmes du musée et réfléchit aux améliorations envisageables.
La vocation du Luxembourg est de présenter le développement de tout l'art moderne. Digne représentant de la fin du XIXe siècle, Bénédite insiste sur la présentation de toutes les techniques et rejetant les hiérarchies entre les arts, il refuse de ne privilégier que la peinture. Son travail de diffusion de l'histoire de l'art du XIXe siècle est soutenu dès les années 1890 par l'organisation d'expositions dont la vocation est de combler un temps les lacunes des musées.
Il faudra un certain temps avant que le legs ne soit accepté, et bien des circonvolutions administratives.
A cette période, l’Académie française de peinture perd de son pouvoir. L’Académie pense que les œuvres du legs sont discutables d’un point de vue artistique. C’est un débat virulent, Gérôme ira jusqu’à dire que ce sont des ordures. Seulement une petite vingtaine d’œuvres seront retenues.
Cela témoigne bien du fait que le Musée du Luxembourg se tient à l’écart de l’avant-garde. Jusqu’en 1947, quand le musée national d’art moderne ouvre ses portes, il y a un divorce entre les musées et l’art contemporain.

## Distinctions
- Officier de la Légion d'honneur (décret du 8 août 1920)

## Publications

### Ouvrages
- Le Musée du Luxembourg. Paris : L. Baschet, s.d. [1894].
- Expositions périodiques d’estampes : première exposition, février-juillet 1897 : catalogue des œuvres exposées de Bracquemond : Paris, musée national du Luxembourg. Paris : Librairies-imprimeries réunies, s.d. [1897].
- Expositions périodiques d’estampes : deuxième exposition (4 avril 1898) : catalogue des œuvres exposées de Claude-Ferdinand Gaillard : Paris, musée national du Luxembourg. Paris : Librairies-imprimeries réunies, s.d. [1898].
- Catalogue des lithographies originales de Henri Fantin-Latour : expositions périodiques d’Estampes, troisième exposition (1er juin 1899) : Paris, musée national du Luxembourg. Paris : Librairies-imprimeries réunies, s.d. [1899].
- Musée national du Luxembourg. Expositions périodiques d’estampes. Quatrième exposition (juin 1900). Catalogue des œuvres exposées de Alphonse Legros : Paris, musée national du Luxembourg. Paris : Librairies-imprimeries réunies, s.d. [1900].
- La peinture au XIXe d'après les chefs-d'œuvre des maîtres et les meilleurs tableaux  des principaux artistes, Paris
- L’Art à l’Exposition universelle de 1900. Paris : Librairie de l’art ancien et moderne, 1900.
- Catalogue sommaire des peintures, sculptures, dessins, gravures en médailles et sur pierres fines et objets d’art divers de l’école contemporaine : exposés dans les galeries du Musée national du Luxembourg. Paris : Librairies-imprimeries réunies, s.d. [1902].
- Histoire des Beaux-Arts 1800-1900 : peinture, sculpture, architecture, médaille et glyptique, gravure, art décoratif en France et à l’étranger. Paris : Ernest Flammarion, s.d. [1909].
- Courbet. Paris, La Renaissance du livre, 1911. Lire sur Gallica.
- Description des ouvrages de peinture, dessins et aquarelles de l’École Britannique moderne : offerts à la France par M. Edmund Davis, suivie de la nomenclature des ouvrages d’artistes anglais modernes appartenant aux collections nationales. Paris : Braun et C., 1915.
- Peinture, Dessins, Aquarelles et Pastels, sculptures et médailles de l’école belge contemporaine, appartenant aux collections nationales. L’œuvre gravé et lithographié de Frank Brangwyn offert au Musée du Luxembourg par l’auteur… : catalogue des estampes exposées. Paris : Braun et Cie, 1915.
- La Grande Guerre : l’effort et l’idéal de la Grande-Bretagne. Lithographies originales d’artistes britanniques : Paris, musée national du Luxembourg, février-mars 1918. Paris : Musée du Luxembourg, 1918.
- Exposition d’artistes de l’école américaine : Paris, musée du Luxembourg, octobre-novembre 1919. Paris : Frazier-Soye, imprimeur, 1919.
- Musée Rodin : catalogue sommaire des œuvres d’Auguste Rodin et autres œuvres d’art de la donation Rodin exposés à l’Hôtel Biron. Paris : Frazier-Soye, 1919.
- Exposition hollandaise : tableaux, aquarelles et dessins anciens et modernes : Paris, musée du Jeu de paume, avril-mai 1921. La Haye : Impr. de Mouton, 1921.
- Exposition de l’art belge, ancien et moderne… : Paris, musée du Jeu de paume, 11 mai au 10 juillet 1923. Bruxelles : G. Van Oest, 1923.
- Albert Lebourg: catalogue des peintures d'Albert Lebourg (1853-1928) Editions des Galeries Georges Petit, Paris 1923
- Le Musée du Luxembourg : les peintures école française. Paris : H. Laurens, 1923.
- Le Musée du Luxembourg : peintures, pastels, aquarelles et dessins des écoles étrangères. Paris : H. Laurens, 1924.
- Exposition de l’art suisse du XVe   au   XIXe siècle : (de Holbein à Hodler) : Paris, musée du Jeu de paume, juin-juillet 1924. Paris : F. Boissonnas, s.d. (1924).
- De Nittis 1846-1884 (Giuseppe De Nittis). Paris : publié par "René van den Berg", en 1926
- Théodore Chassériau ; sa vie et son œuvre. Manuscrit inédit publié par André Dezarrois. Paris : Les Éditions Braun, 1931. 2 vol.

### Articles
- « Le Musée des artistes contemporains. (Musée du Luxembourg) », Gazette des beaux-arts, 1892, mai, p. 401-415.
- « Michel-Barthélemy Ollivier », Gazette des beaux-arts, 1895, déc., p. 453-470.
- « L.-O. Roty », Art & Décoration janvier-juin 1897, I, p. 33-43.
- « La Collection Caillebotte au musée du Luxembourg », Gazette des beaux-arts, 1897, mars, p. 249-258.
- « Les Salons de 1898 », Gazette des beaux-arts, 1898, mai, p. 353-365 ; juin, p. 441-462 ; juillet, p. 55-76 et août, p. 129-148.
- « Théodore Chassériau et la Décoration de la Cour des Comptes », Art & Décoration, janvier-juin 1898, III, p. 22-25.
- « Décoration de l’Hôtel de Ville », Art & Décoration, janvier-juin 1898, III, p. 54-60.
- « Puvis de Chavannes », Art & Décoration, juillet-décembre 1898, IV, p. 129-153.
- « Les Peintres orientalistes français », Gazette des beaux-arts, 1899, mars, p. 239-247.
- « La Médaille au Salon de 1899 », Art & Décoration, juillet-décembre 1899, VI, p. 48-54.
- « Albert Bartholomé », Art & Décoration, juillet-décembre 1899, VI, p. 161-174.
- « La Lyre et les Muses par H. Martin », Art & Décoration, janvier-juin 1900, VII, p. 1-10.
- « Deux idéalistes : Gustave Moreau et E. Burne-Jones », Revue de l’art ancien et moderne, 1899, V, p. 265-290, p. 357-378, 1899, VI, p. 57-70.
- « La Lithographie originale », Revue de l’art ancien et moderne, 1899, VI, p. 440-460.
- « Les Arts à l’Exposition universelle de 1900. Exposition décennale. La Peinture étrangère », Gazette des beaux-arts, 1900, septembre, p. 177-194 ; novembre, p. 483-504 et décembre, p. 577-592.
- « Un peintre explorateur : Maurice Potter », Revue de l’art ancien et moderne, 1900, VII, p. 267-280.
- « Le Bijou à l’Exposition universelle (1900) », Art & Décoration, juillet-décembre 1900, VIII, p. 65-82.
- « Jean-Charles Cazin », Revue de l’art ancien et moderne, 1901, X, p. 1-33, p. 73-105.
- « Félix Buhot », Revue de l’art ancien et moderne, 1902, XI, p. 1-15.
- « Artistes contemporains : Alexandre Falguière », Revue de l’art ancien et moderne, 1902, XI, p. 65-87.
- « Figures d’Extrême-Orient (Œuvres de M. Perret) », Art & Décoration, janvier-juin 1902, XI, p. 69-74.
- « John-Lewis Brown », Revue de l’art ancien et moderne, 1903, XIII, p. 81-94.
- « Les Peintres-lithographes », Revue de l’art ancien et moderne, 1903, XIV, p. 491-505.
- « Art et Orient. L’œuvre d’Étienne Dinet », Art & Décoration, juillet-décembre 1903, XIV, p. 305-315.
- « A. Lepère, peintre-graveur », Art & Décoration, janvier-juin 1904, XV, p. 22-33.
- « Charles Cottet », Art & Décoration, janvier-juin 1904, XV, p. 101-116.
- « La Peinture au Salon (de 1904) », Art & Décoration, juillet-décembre 1904, XVI, p. 1-20.
- « Au musée du Luxembourg : une exposition de quelques chefs-d’œuvre prêtés par des amateurs », Revue de l’art ancien et moderne, 1904, XV, p. 263-272.
- « Correspondance de Londres : la Mort de G. F. Watts », Revue de l’art ancien et moderne, 1904, XVI, p. 151-154.
- « Artistes contemporains. Whistler », Gazette des beaux-arts, 1905, mai, p. 403-410 ; juin, p. 496-511 ; août, p. 142-158 et sept, p. 231-246.
- « Histoire d’un tableau : « Le Toast », par Fantin-Latour », Revue de l’art ancien et moderne, 1905, XVII, p. 21-31, p. 121-136.
- « Une exposition d’œuvres d’Auguste Rodin au musée du Luxembourg (1905) », Art & Décoration, janvier-juin 1905, XVII, p. 48-51.
- « Les Salons de 1905 », Art & Décoration, janvier-juin 1905, XVII, p. 161-182.
- « Théodore Rivière », Art & Décoration, juillet-décembre 1905, XVIII, p. 211-212.
- « La Famille D…, par Fantin-Latour : à propos de l’exposition Fantin-Latour à l’École des beaux-arts », Musées et monuments de France, 1906, n° 5, p. 65-66.
- « Artistes contemporains. J.-J. Henner », Gazette des beaux-arts, 1906, janvier, p. 39-48 et novembre, p. 393-406 ; 1907, octobre, p. 315-332 et novembre, p. 408-423 ; 1908, janvier, p. 35-58, mars, p. 237-264 et août, p. 137-166.
- « Lucien Simon », Art & Décoration, janvier-juin 1906, XIX, p. 24-37.
- « La Reconstruction du musée du Luxembourg », Musées et monuments de France, 1907, no 2, p. 19-20, no 3, p. 39-41.
- « Un portrait de Dalou et de sa famille, par Sir Lawrence Alma-Tadema (musée du Luxembourg) », Musées et monuments de France, 1907, n° 9, p. 129-131.
- « Madame Marie Gautier », Art & Décoration, janvier-juin 1908, XXIII, p. 136-144.
- « Les Préparations au bistre de J.-C. Cazin », Art & Décoration, janvier-juin 1908, XXIII, p. 159-166.
- « Un bâtisseur belge : Georges Hobé », Art & Décoration, janvier-juin 1908, XXIII, p. 89-98.
- « Alfred-Philippe Roll », Art & Décoration, juillet-décembre 1908, XXIV, p. 69-78.
- « Peintres-graveurs et Peintres-lithographes. (Exposition) », Gazette des beaux-arts, 1909, mars, p. 240-244 et décembre, p. 483-491.
- « Charles Meryon », Gazette des beaux-arts, 1910, février, p. 139-144.
- « La Collection Chauchard au musée du Louvre. (Les peintres de l’École dite de 1830) », Gazette des beaux-arts, 1911, février, p. 89-112.
- « La Vie artistique pendant la guerre (1914-1916) », Gazette des beaux-arts, 1916, juin, p. 257-272.
- « L’École américaine au musée du Luxembourg », Revue de l’art ancien et moderne, 1914, xxxvi, p. 193-210.
- « Harpignies : 1819-1916 », Gazette des beaux-arts, 1917, avril-juin, p. 207-235.
- « Auguste Rodin (1840-1917) », Gazette des beaux-arts, 1918, janvier-mars, p. 5-34.
- « Une exposition d’Ingres », Gazette des beaux-arts, 1921, juin, p. 325-337.
- « L’Exposition Baudry et Saint-Marceaux à l’École des Beaux-Arts », Gazette des beaux-arts, 1922, juin, p. 332-338.